# Szczerbyniwka (obwód doniecki)
Szczerbyniwka (ukr. Щербинівка) – osiedle typu miejskiego na Ukrainie, w obwodzie donieckim, w rejonie kramatorskim. W 2001 liczyło 4017 mieszkańców, spośród których 3665 wskazało jako ojczysty język ukraiński, 346 rosyjski, 2 mołdawski, 1 białoruski, a 3 inny.